# Municipio de Nodaway (condado de Andrew)
El municipio de Nodaway (en inglés: Nodaway Township) es un municipio ubicado en el condado de Andrew en el estado estadounidense de Misuri. En el año 2010 tenía una población de 6738 habitantes y una densidad poblacional de 66,01 personas por km².

## Geografía
El municipio de Nodaway se encuentra ubicado en las coordenadas 39°58′00″N 94°49′21″O / 39.96667, -94.82250. Según la Oficina del Censo de los Estados Unidos, el municipio tiene una superficie total de 102.08 km², de la cual 101.04 km² corresponden a tierra firme y (1.02%) 1.04 km² es agua.

## Demografía
Según el censo de 2010, había 6738 personas residiendo en el municipio de Nodaway. La densidad de población era de 66,01 hab./km². De los 6738 habitantes, el municipio de Nodaway estaba compuesto por el 97.77% blancos, el 0.34% eran afroamericanos, el 0.24% eran amerindios, el 0.45% eran asiáticos, el 0.01% eran isleños del Pacífico, el 0.24% eran de otras razas y el 0.95% pertenecían a dos o más razas. Del total de la población el 1.5% eran hispanos o latinos de cualquier raza.